# Qualifications du tournoi masculin de handball aux Jeux olympiques d'été de 2008
Pour un article plus général, voir Tournoi masculin de handball aux Jeux olympiques d'été de 2008.
Les qualifications pour le tournoi masculin de handball des Jeux olympiques d'été de 2008 se tiennent entre décembre 2006 et mars 2008.

## Équipes nationales qualifiées
| Compétition                            | Date                                    | Lieu           | Place(s)  | Qualifiés           |
| -------------------------------------- | --------------------------------------- | -------------- | --------- | ------------------- |
| Pays organisateur                      | -                                       | -              | 1         | Chine               |
| Championnat du monde 2007              | 19 janvier au 4 février 2007            | Allemagne      | 1         | Allemagne           |
| Jeux panaméricains 2007                | 14 au 29 juillet 2007                   | Rio de Janeiro | 1         | Brésil              |
| Championnat d'Afrique des nations 2008 | 10 au 17 janvier 2008                   | Angola         | 1         | Égypte              |
| Championnat d'Europe 2008              | 17 au 27 janvier 2008                   | Norvège        | 1         | Danemark            |
| Tournois asiatiques de qualification   | 1er au 6 septembre 2007 30 janvier 2008 | Toyota Tokyo   | 1         | Koweït Corée du Sud |
| Tournoi de qualification olympique 1   | 30 mai au 1er juin 2008                 | Pologne        | 2         | Pologne, Islande    |
| Tournoi de qualification olympique 2   | 30 mai au 1er juin 2008                 | France         | 2         | France, Espagne     |
| Tournoi de qualification olympique 3   | 30 mai au 1er juin 2008                 | Croatie        | 2         | Croatie, Russie     |
| Total                                  | Total                                   | Total          | 12 places | 12 places           |

## Modalités de qualification
Douze équipes participent aux Jeux olympiques :
- le pays hôte (1),
- le Champion du monde en titre (1),
- les vainqueurs des championnat ou tournoi continentaux en Europe, Asie, Afrique et Amériques (4),
- les équipes qualifiées via les tournois de qualification olympique (6).

Pour la première fois, 3 tournois mondiaux de qualification olympique (TQO) permettent de qualifier les 6 dernières équipes. Les 12 places pour ces TQO sont déterminées dans l'ordre suivant :
- le classement final au championnat du monde 2007 pour 6 places ;
- le classement final aux championnats continentaux pour 6 places : 2 places pour l'Europe et l'Afrique (les deux meilleurs continents du championnat du monde 2007, 1 place pour l'Asie et les Amériques.

Remarques : 
- Une qualification pour les JO ou pour un des TQO gagnée au Championnat du monde est prioritaire sur une qualification pour les JO ou pour un des TQO à un des championnats continentaux.
- Si une équipe est doublement qualifiée aux JO ou aux TQO, la qualification gagnée au championnat continental est donnée à l'équipe suivante et ainsi de suite jusqu'à ce que toutes les qualifications du championnat continental aient été distribuées.
- Si une équipe gagne une qualification pour les JO et une qualification pour un des TQO, la qualification pour les JO est prioritaire et l'autre qualification est donnée à l'équipe suivante dans la compétition concernée et ainsi de suite jusqu'à ce que toutes les qualifications du championnat concerné aient été distribuées.

## Légende
- Équipe qualifiée pour les Jeux olympiques de 2008.
- Équipe qualifiée pour les tournois de qualification olympique.
- Équipe déjà qualifiée (directement ou à un TQO) via une autre compétition.

## Championnat du monde 2007
Le vainqueur du Championnats du monde 2007, disputé du au 16 décembre 2007, est directement qualifié pour les Jeux olympiques de 2008 tandis que les équipes classées de la 2e à la 7e place obtiennent le droit de participer aux tournois de qualification olympique.
| Rang                      | Équipe    |
| ------------------------- | --------- |
| Médaille d'or, monde      | Allemagne |
| Médaille d'argent, monde  | Pologne   |
| Médaille de bronze, monde | Danemark  |
| 4e                        | France    |
| 5e                        | Croatie   |
| 6e                        | Russie    |
| 7e                        | Espagne   |
| 8e                        | Islande   |
| 9e à 24e : Non qualifiées |           |

L'Allemagne, championne du monde, est directement qualifiée pour les Jeux olympiques de 2008. Le Danemark (3e) étant directement qualifié grâce à sa victoire lors du Championnat d'Europe 2008, les 6 places pour les tournois de qualification olympique sont attribuées à la Pologne (2e), la France (4e), la Croatie (5e), la Russie (6e), l'Espagne (7e) et l'Islande (8e).

## Qualifications continentales

### Jeux panaméricains 2007
Le vainqueur des Jeux panaméricains de 2007, disputé du 14 au 29 juillet 2007, est directement qualifié pour les Jeux olympiques de 2008 tandis que l'équipe classée à la 2e place obtient le droit de participer aux tournois de qualification olympique.
| Rang                        | Équipe    |
| --------------------------- | --------- |
| Médaille d'or, Amérique     | Brésil    |
| Médaille d'argent, Amérique | Argentine |
| 3e à 8e : Non qualifiées    |           |

Le Brésil obtient sa qualification directe pour les Jeux olympiques de 2008 tandis que l'Argentine participe à un tournoi de qualification olympique.

### Championnat d'Afrique des nations 2008
Le vainqueur du Championnat d'Afrique des nations 2008, disputé du 8 au 17 janvier 2008, est directement qualifié pour les Jeux olympiques de 2008 tandis que les équipes classées à la 2e et 3e place obtiennent le droit de participer à des tournois de qualifications olympiques.
| Rang                        | Équipe  |
| --------------------------- | ------- |
| Médaille d'or, Afrique      | Égypte  |
| Médaille d'argent, Afrique  | Tunisie |
| Médaille de bronze, Afrique | Algérie |
| 4e à 12e : non qualifiées   |         |

L'Égypte obtient sa qualification directe pour les Jeux olympiques de 2008 tandis que la Tunisie et l'Algérie participent à un tournoi de qualification olympique.

### Championnat d'Europe 2008
Le vainqueur du Championnat d'Europe 2008 , disputé en janvier 2008, est directement qualifié pour les Jeux olympiques de 2008 tandis que les équipes classées aux 2e et 3e places obtiennent le droit de participer aux tournois de qualification olympique.
| Rang                       | Équipe    |
| -------------------------- | --------- |
| Médaille d'or, Europe      | Danemark  |
| Médaille d'argent, Europe  | Croatie   |
| Médaille de bronze, Europe | France    |
| 4e                         | Allemagne |
| 5e                         | Suède     |
| 6e                         | Norvège   |
| 7e à 16e : Non qualifiées  |           |

Le Danemark, vainqueur de la compétition, obtient sa qualification directe pour les Jeux olympiques de 2008. La Croatie, la France et l'Allemagne étant déjà qualifiées pour un TQO, la Suède et la Norvège participent aux tournois de qualification olympique.

### Tournois asiatiques de qualification
Un premier tournoi de qualification de la zone Asie a été disputé du 1er au 6 septembre 2007 à Toyota au Japon. Le résultat de ce tournoi était,, : 
|   | Équipe              | Pts | J | G | N | P | Bp  | Bc  | Diff |
| - | ------------------- | --- | - | - | - | - | --- | --- | ---- |
| 1 | Koweït              | 8   | 4 | 4 | 0 | 0 | 123 | 96  | 27   |
| 2 | Corée du Sud        | 6   | 4 | 3 | 0 | 1 | 120 | 92  | 28   |
| 3 | Japon               | 4   | 4 | 2 | 0 | 2 | 121 | 112 | 9    |
| 4 | Qatar               | 2   | 4 | 1 | 0 | 3 | 95  | 128 | -33  |
| 5 | Émirats arabes unis | 0   | 4 | 0 | 0 | 4 | 107 | 138 | -31  |

En raison de nombreuses polémiques sur l'arbitrage, le tournoi a été déclaré nul par l'IHF et donc à rejouer en janvier 2008.
Toutes les équipes hormis la Corée du Sud et le Japon ont refusé de participer à ce second tournoi qui s’est donc résumé à un seul match disputé le 30 janvier 2008 à Tokyo et remporté 28 à 25 par les Sud-coréens,,. La Corée du Sud est ainsi directement qualifiée tandis que le Japon doit passer par un tournoi de qualification olympique.
Finalement, le 20 mars 2008, soit une semaine seulement avant les TQO, le Tribunal arbitral du sport a entériné le résultat du premier tournoi chez les femmes mais a confirmé l'annulation du premier tournoi chez les hommes et donc les qualification de la Corée du Sud et du Japon. 
Le bilan des tournois asiatiques est alors le suivant :
| Rang | Équipe       |
| ---- | ------------ |
| 1er  | Corée du Sud |
| 2e   | Japon        |

## Tournois mondiaux de qualification olympique

### Tournoi mondial 1
Les participants au premier tournoi mondial, disputé en Pologne, sont :
- Pologne, 2e du Championnat du monde ; hôte du tournoi.
- Islande, 8e du Championnat du monde.
- Suède, meilleure équipe du Championnat d'Europe 2008 non encore qualifiée.
- Argentine, 2e des Jeux Panaméricains

|   | Équipe    | Pts | J | G | N | P | Bp | Bc | Diff |
| - | --------- | --- | - | - | - | - | -- | -- | ---- |
| 1 | Pologne   | 5   | 3 | 2 | 1 | 0 | 84 | 76 | 8    |
| 2 | Islande   | 4   | 3 | 2 | 0 | 1 | 93 | 86 | 7    |
| 3 | Suède     | 3   | 3 | 1 | 1 | 1 | 80 | 72 | 8    |
| 4 | Argentine | 0   | 3 | 0 | 0 | 3 | 74 | 97 | -23  |

| Date                 | Équipe 1  | Score   | Équipe 2  |
| -------------------- | --------- | ------- | --------- |
| 30 mai 2008, 18h00   | Islande   | 36 – 27 | Argentine |
| 30 mai 2008, 20h15   | Pologne   | 22 – 22 | Suède     |
| 31 mai 2008, 18h00   | Suède     | 33 – 21 | Argentine |
| 31 mai 2008, 20h15   | Pologne   | 34 – 28 | Islande   |
| 1er juin 2008, 18h15 | Suède     | 25 – 29 | Islande   |
| 1er juin 2008, 20h30 | Argentine | 26 – 28 | Pologne   |

### Tournoi mondial 2
Les participants au deuxième tournoi mondial, disputé en France, sont :
- France, 4e du Championnat du monde ; hôte du tournoi.
- Espagne, 7e du Championnat du monde.
- Tunisie, 2e du Championnat d'Afrique des nations 2008.
- Norvège, deuxième meilleure équipe du Championnat d'Europe 2008 non encore qualifiée.

|   | Équipe  | Pts | J | G | N | P | Bp | Bc | Diff |
| - | ------- | --- | - | - | - | - | -- | -- | ---- |
| 1 | France  | 6   | 3 | 3 | 0 | 0 | 90 | 72 | 18   |
| 2 | Espagne | 4   | 3 | 2 | 0 | 1 | 86 | 87 | -1   |
| 3 | Norvège | 1   | 3 | 0 | 1 | 2 | 84 | 91 | -7   |
| 4 | Tunisie | 1   | 3 | 0 | 1 | 2 | 83 | 93 | -10  |

| Date                 | Équipe 1 | Score   | Équipe 2 |
| -------------------- | -------- | ------- | -------- |
| 30 mai 2008, 19h30   | France   | 34 – 25 | Tunisie  |
| 30 mai 2008, 21h30   | Espagne  | 33 – 31 | Norvège  |
| 31 mai 2008, 17h00   | France   | 28 – 24 | Espagne  |
| 31 mai 2008, 19h30   | Tunisie  | 30 – 30 | Norvège  |
| 1er juin 2008, 14h30 | Tunisie  | 28 – 29 | Espagne  |
| 1er juin 2008, 16h30 | Norvège  | 23 – 28 | France   |

### Tournoi mondial 3
Les participants au troisième tournoi mondial, disputé en Croatie, sont :
- Croatie, 5e du Championnat du monde ; hôte du tournoi.
- Russie, 6e du Championnat du monde.
- Japon, 2e du tournoi asiatique de qualification.
- Algérie, 3e du Championnat d'Afrique des nations 2008.

|   | Équipe  | Pts | J | G | N | P | Bp  | Bc  | Diff |
| - | ------- | --- | - | - | - | - | --- | --- | ---- |
| 1 | Croatie | 6   | 3 | 3 | 0 | 0 | 100 | 72  | 28   |
| 2 | Russie  | 4   | 3 | 2 | 0 | 1 | 107 | 69  | 38   |
| 3 | Japon   | 2   | 3 | 1 | 0 | 2 | 91  | 108 | -17  |
| 4 | Algérie | 0   | 3 | 0 | 0 | 3 | 65  | 114 | -49  |

| Date                 | Équipe 1 | Score   | Équipe 2 |
| -------------------- | -------- | ------- | -------- |
| 30 mai 2008, 15h30   | Russie   | 39 – 12 | Algérie  |
| 30 mai 2008, 17h30   | Croatie  | 37 – 22 | Japon    |
| 31 mai 2008, 15h30   | Japon    | 38 – 27 | Algérie  |
| 31 mai 2008, 17h30   | Croatie  | 26 – 24 | Russie   |
| 1er juin 2008, 15h30 | Japon    | 31 – 44 | Russie   |
| 1er juin 2008, 17h30 | Algérie  | 26 – 37 | Croatie  |